# Mariana Ochoa Loayza
Mariana Ochoa Loayza es una historiadora y escritora ecuatoriana, nacida en el cantón Piñas, de la provincia de El Oro. Se desempeñó como custodia del Archivo Histórico de Guayaquil y fue miembro de la Academia Ecuatoriana de Historia Marítima y Fluvial y miembro de la Confraternidad de Historiadores Camilo Destruge. Su obra más destacada fue la recopilación, edición y análisis del epistolario literario y personal del expresidente del Ecuador, Vicente Rocafuerte, así como numerosas investigaciones sobre la provincia de El Oro, siendo las más notables: Viajeros de El Oro I y II.

## Publicaciones
Entre sus obras más importantes tenemos:
- Vicente Rocafuerte. Gobernación de Guayaquil 1839 - 1843. Epistolario. Tomo 1. Mundo Gráfico. Guayaquil, Ecuador, 2004 - 452 p. ISBN 9978-92-323-3
- Vicente Rocafuerte. Gobernación de Guayaquil 1839 - 1843. Epistolario. Tomo 2. Quito, Ecuador: Sector Público Gubernamental, 2004 - 450 p. ISBN 978-9978-92-324-5, ISBN 9978-92-324-1
- Gobernación de Guayaquil, 1839-1840: epistolario.
- Viajeros por El Oro. Casa de la Cultura Ecuatoriana “Benjamín Carrión”, 2012 - 134 p.

## Obra
El epistolario de Vicente Rocafuerte, aborda la vida del expresidente, así como los decretos promulgados durante su época como Gobernador de la provincia del Guayas y su militancia política, evidenciados en 940 cartas transcritas. El libro nos otorga una visión del personaje y sus alianzas estratégicas, durante su época como Gobernador de la Provincia del Guayas y los cambios que conllevaron para la ciudad de Guayaquil.
Los volúmenes de Viajeros por el Tiempo escritos en conjunto con el escritor José Antonio Quintana García, comprende una serie de crónicas y narraciones de personajes ilustres que han arribado a la provincia de El oro, tales como: Franz Theodor Wolf , Eloy Alfaro y Alcide d'Orbigny, desde la época colonial hasta la actualidad, así como testimonios de personajes que fueron testigos de la Guerra peruano-ecuatoriana . En ambas obras se describe la geografía, historia, costumbres, hábitos alimenticios y relaciones sociales de los pobladores de El Oro durante el siglo XX.